# James O'Donnell
Pour les articles homonymes, voir O'Donnell.
James O’Donnell, né en 1774 dans le comté de Wexford en Irlande, décédé le 28 janvier 1830 à Montréal, est un architecte américain qui a œuvré à New York et à Montréal. Il a notamment effectué les plans et supervisé les travaux de construction de la Basilique Notre-Dame de Montréal. 

## Biographie

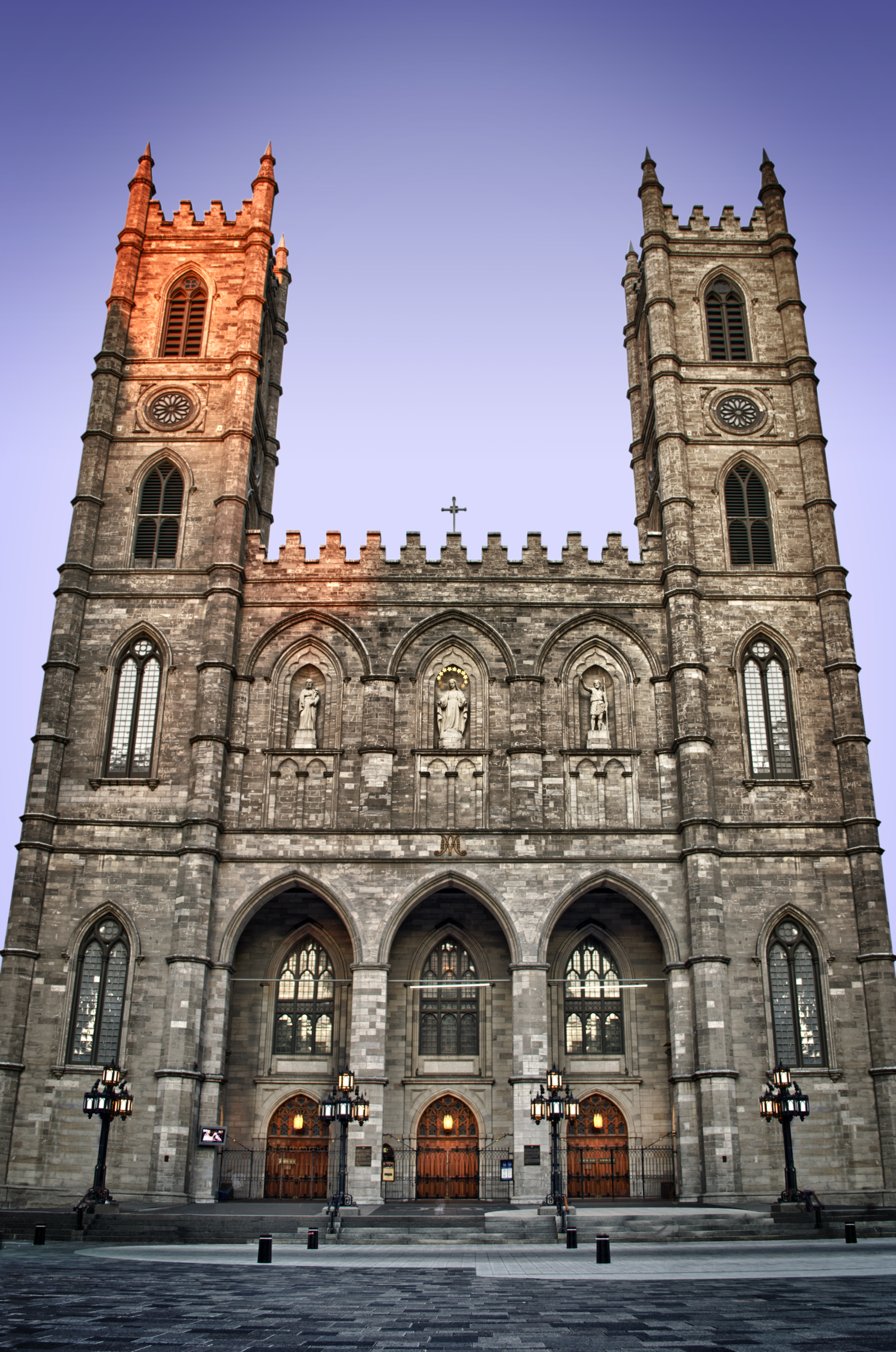
La Basilique Notre-Dame de Montréal en 2012

Après avoir acquis une éducation de base, James O’Donnell se rendit à Dublin pour y apprendre le métier d’architecte. Il émigra à New York en 1812. Ses principales réalisations dans cette ville furent le Bloomingdale Insane Asylum (en) (1818–1821), le Fulton Fish Market (1821–1822) et la Cathédrale Christ Church (1822–1823). Pour ce dernier bâtiment, O’Donnell s’inspira du style néo-gothique qu’il devait affectionner tout au long de sa carrière.
C’est dans cette ville que Jean Bouthillier, un des membres du comité de construction de l’église Notre-Dame, rencontra O’Donnell en septembre 1823. Le mois suivant, l’architecte séjourna brièvement à Montréal pour présenter les premiers schémas de l’édifice.
En 1825, il supervise la construction de l’imposante église Notre-Dame de Montréal dont il a conçu les plans. Concepteur estimé, il est également sollicité pour élaborer les plans d’autres édifices publics à Montréal notamment ceux de l’American Presbyterian Church et de l'École-Britannique-et-Canadienne-de-Montréal. 
Souffrant depuis quelque temps d’œdème, O’Donnell décède à Montréal en janvier 1830 sans avoir vu l’église Notre-Dame complètement achevée. Il sera enterré dans le caveau de l’église, après s'être converti au catholicisme dans les derniers moments de sa vie. Sa sépulture est marquée par une plaque.

## Source
- Site web du Vieux-Montréal
- Dictionnaire bibliographique du Canada en ligne